# NUT (estúdio)
NUT Co., Ltd. (株式会社ナット, Kabushiki-gaisha Natto) é um estúdio de animação japonês fundado em 2017.

## Trabalho

### Séries de televisão
| Título                           | Canal de transmissão   | Data de início da primeira execução | Data de término da primeira execução | Eps | Notas)                                                                            | Ref (s) |
| -------------------------------- | ---------------------- | ----------------------------------- | ------------------------------------ | --- | --------------------------------------------------------------------------------- | ------- |
| Yōjo Senki: Saga de Tanya, o Mal | AT-X                   | 6 de janeiro de 2017                | 31 de março de 2017                  | 12  | Baseado na novela escrita por Carlo Zen.                                          | [ 2 ]   |
| Alternativa FLCL                 | Adult Swim ( Toonami ) | 8 de setembro de 2018               | 13 de outubro de 2018                | 6   | Sequência de FLCL Progressive . <br /> Co-produzido com Production IG e Revoroot. | [ 3 ]   |
| Decadência                       | AT-X                   | 8 de julho de 2020                  | ASA                                  | ASA | Trabalho original.                                                                | [ 4 ]   |

### Filmes
| Título                          | Data de lançamento     | Notas)                                         | Ref (s) |
| ------------------------------- | ---------------------- | ---------------------------------------------- | ------- |
| A Saga de Tanya, o Mal: O Filme | 8 de Fevereiro de 2019 | Sequela de Yōjo Senki: Saga of Tanya the Evil. | [ 5 ]   |